# Rotsschildzaad
Rotsschildzaad (Aurinia saxatilis, synoniem: Alyssum saxatile) is een overblijvende plant, die behoort tot de kruisbloemenfamilie (Brassicaceae). De soort komt van nature voor in Azië en Midden-Europe en in Nederland als verwilderd. Het aantal chromosomen is 2n = 16.
De plant wordt 10-35 (50) cm hoog en heeft meestal meerdere rechtopstaande of opgaande, vertakte stengels met fijne grijze haren, die aan de basis houtachtig kunnen worden. De bovengrondse delen van de plant zijn bedekt met fijne haartjes.
De meeste bladeren zijn basaal. De grondbladeren zijn tot 20 cm lang. De bladsteel is 0,5-3 (4) cm lang. De grijsgroene, min of meer dicht behaarde, (2,5-)4-8(-12) cm lange en 0,5-1,5(-2,5) cm brede bladschijf is omgekeerd eirond tot spatelvormig. De bladrand is gaaf of golvend getand. De stengelbladeren zijn omgekeerd-lancetvormig tot lijnvormig.
Rotsschildzaad bloeit in april en mei met heldergele bloemen. De 1,5-2,3 mm lange en 0,5-1 mm brede kelkblaadjes zijn geel en aan de randen fijn behaard. De gele, 3-6 mm lange en 1-2,5 mm brede kroonbladen hebben een klauwachtige basis. De helmknoppen zijn 0,3-0,5 mm lang.
De vrucht is een breed omgekeerd eirond tot cirkelvormig, afgeplat, 3,5-9 mm groot hauwtje met een 0,5-1,5(-2,5) mm lange snavel. De 2-3 mm grote zaden zijn rondom gevleugeld. De vleugel is 0,3-1,1 mm breed. De vruchtsteeltjes zijn (3-) 4,5-10 (-13) mm lang.

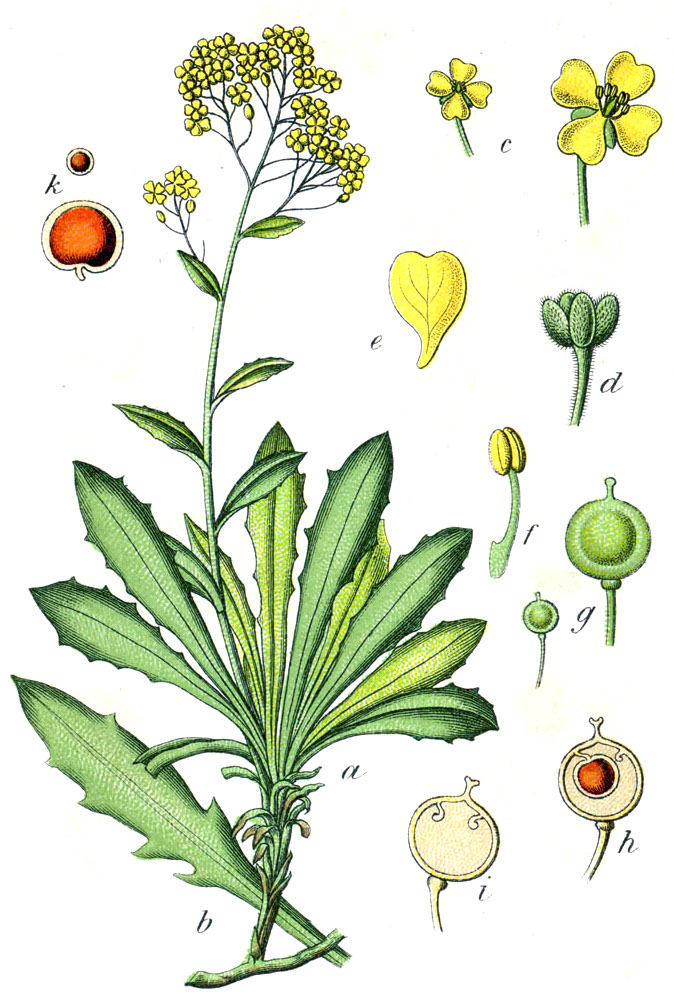
Afbeelding van Jacob Sturm
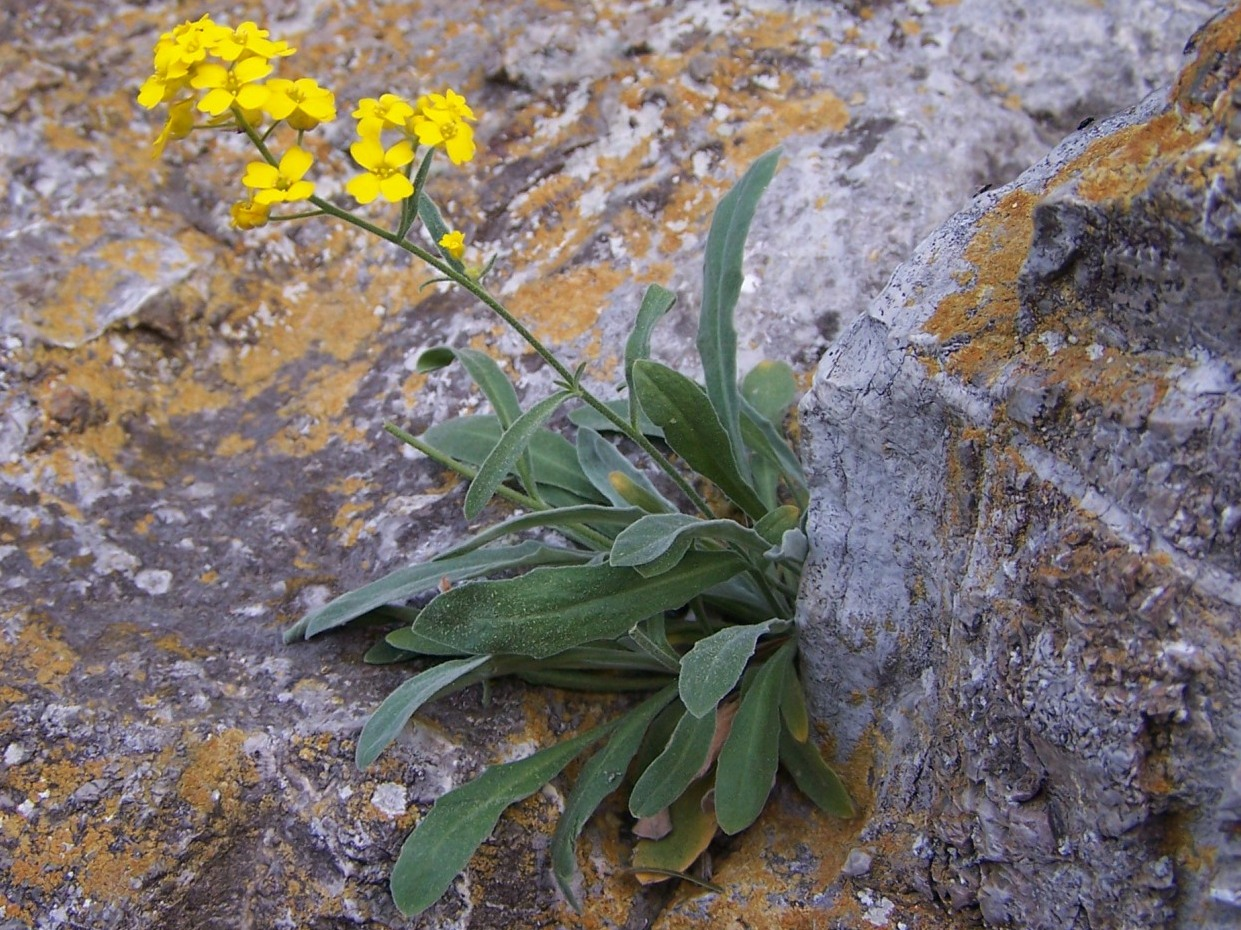
Plant
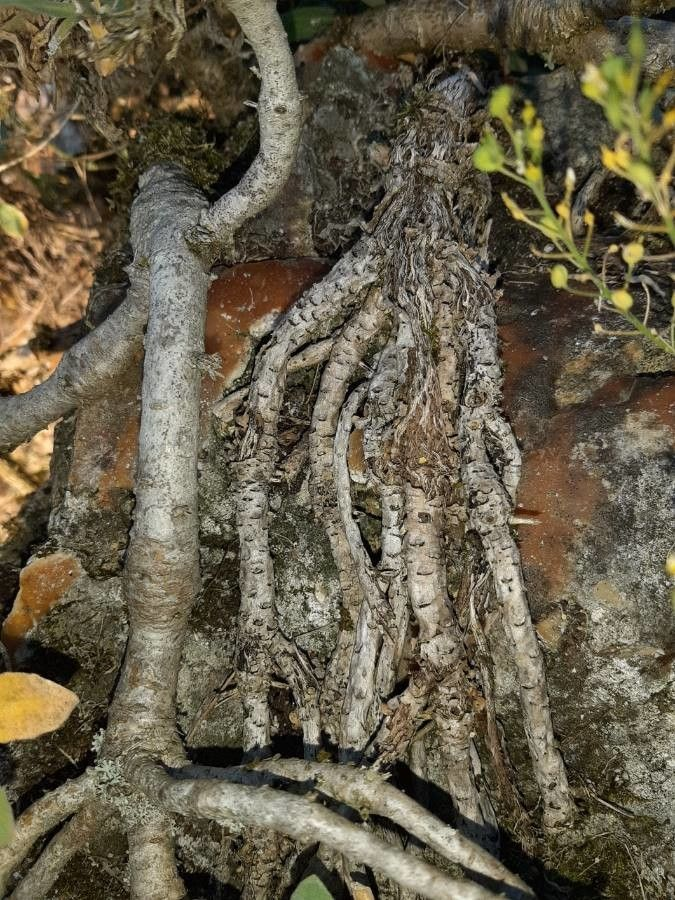
Verhoute stengels
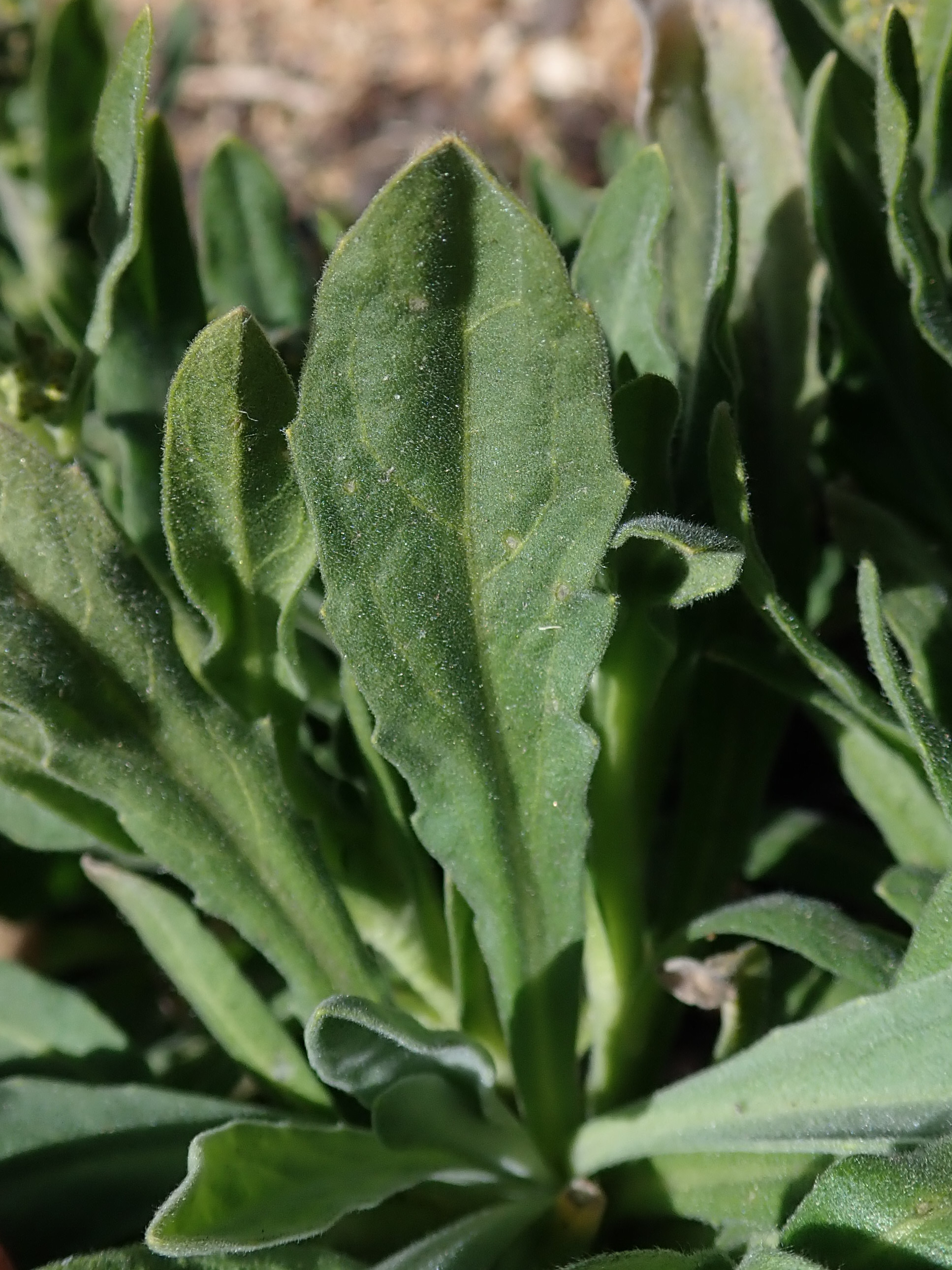
Blad
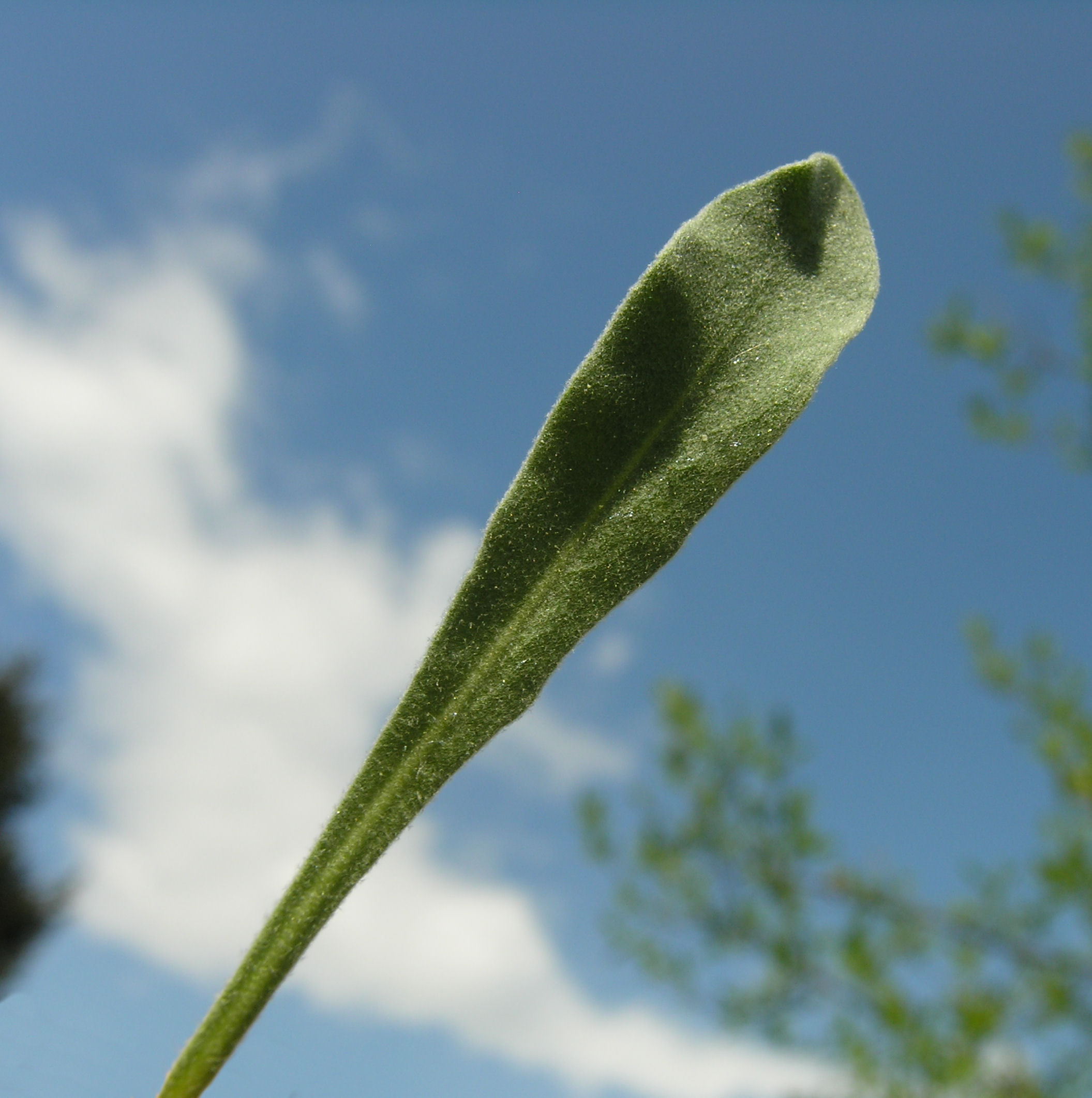
Blad
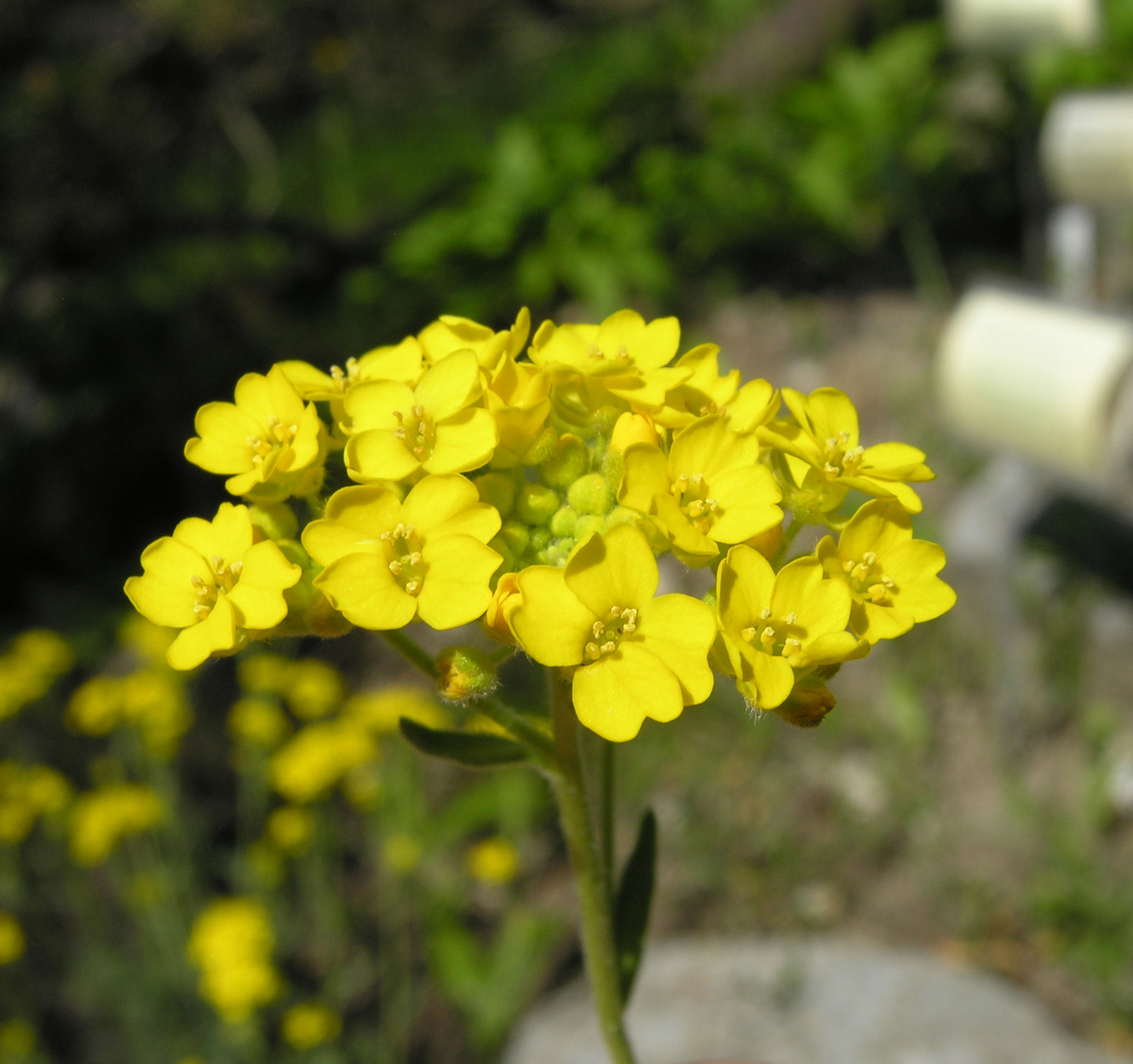
Bloemen
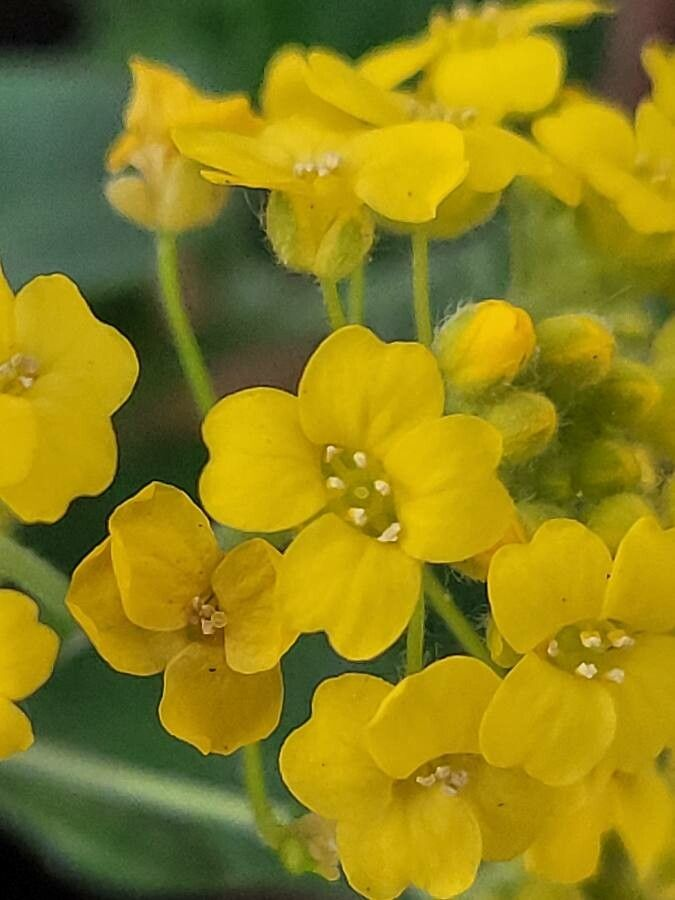
Bloemen met kelken
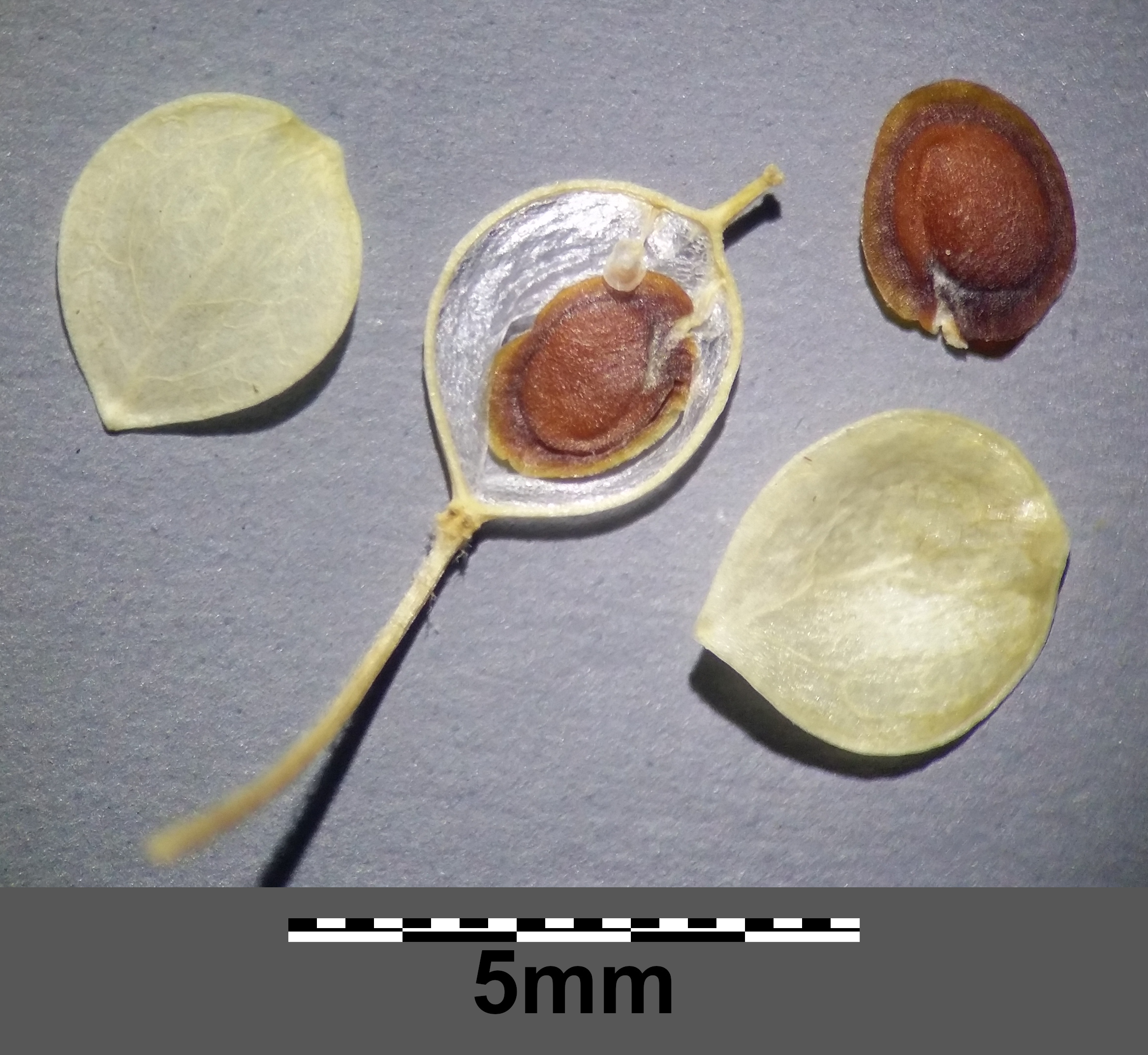
Hauwtje met gevleugeld zaad